# Ahmad Shah II di Pahang
Paduka Sri Sultan Ahmad Shah II Ibni al-Sultan Marhum 'Abdu'l-Kadir 'Ala' ud-Din Shah (XVI secolo – Aceh, 1617) è stato sultano di Pahang dal 1590 al 1592.

## Biografia
Conosciuto come Raja Ahmad prima della sua ascesa al trono, era il figlio maggiore del settimo sultano di Pahang Abdul Kadir Alauddin Shah e della sua sposa reale. Salì al trono alla morte del padre nel 1590 e regnò sotto la reggenza del suo fratellastro, Raja Abdul Ghafur, fino a che questi lo depose nel 1592.
Nell'interregno seguito alla morte di Abdul Ghafur Muhiuddin Shah nel 1614, il Pahang rimase nel caos e fu conquistato dal sultanato di Aceh di Iskandar Muda nel 1617. L'ex sultano Ahmad Shah II e la sua famiglia vennero presi in ostaggio ad Aceh dove morì dopo il 1617. Il figlio maggiore di Ahmad, Raja Mughal essendo sposato con la figlia di Iskandar Muda, più tardi regina Taj ul-Alam, gli succedette come 13º sultano di Aceh nel 1636.